# Static Prevails
Static Prevails es el segundo álbum de estudio de Jimmy Eat World y el primero de ellos con Capitol Records, que lo puso a la venta el 23 de julio de 1996. El disco fue grabado en Sound City, Los Ángeles, California y en Big Fish, Encinitas, California. Wes Kidd, Mark Trombino y los propios Jimmy Eat World produjeron este álbum.
Sólo se extrajo un sencillo del álbum, "Rockstar", que también se lanzó en videoclip.

## Listado de canciones
1. "Thinking, That's All" – 2.52
2. "Rockstar" – 3.48
3. "Claire" – 3.40
4. "Call It In The Air" – 3.01
5. "Seventeen" – 3.34
6. "Episode IV" – 4.29
7. "Digits" – 7.29
8. "Caveman" – 4.35
9. "World Is Static" – 3.57
10. "In The Same Room" – 4.57
11. "Robot Factory" – 3.59
12. "Anderson Mesa" – 5.14

Versión de relanzamiento
1. "77 Satellites" – 3.02
2. "What Would I Say To You Now" – 2.33

## Créditos
- Jim Adkins - voces, guitarra
- Tom Linton - voces, guitarra
- Rick Burch - bajo
- Zach Lind - batería
- Mark Trombino - producción, mezclas, técnico de sonido